# آرام‌اس اوریون
آرام‌اس اوریون (به انگلیسی: RMS Orion) یک کشتی بود که طول آن ۶۶۵ فوت (۲۰۳ متر) بود. این کشتی در سال ۱۹۳۴ ساخته شد.